# Xifengkou
Xifengkou (chinesisch 喜峰口, Pinyin Xǐfēngkǒu – „Pass des Glücksgipfels“) ist eine Passfestung der Chinesischen Mauer im Kreis Zunhua in der Provinz Hebei. Xifengkou ist eine der 32 wichtigen Passfestungen, die von General Xu Da während der Ming-Dynastie erbaut wurden.

## Geschichte
Die Festung gegen Ende des 14. Jahrhunderts während der Ming-Dynastie erbaut und danach stetig verstärkt. 1452 wurde der 13 m hohe Wachturm „Zhenyuan Lou“ („Wachturm zur Befriedung der Grenze“) vollendet. Im 16. Jahrhundert wurde unter Jiajing die benachbarte Festung Panjiakou (früher Lulongbao) erbaut. Nach dem Bau des Panjiakou-Stausees zur Versorgung von Tianjin im Jahr 1976 versanken Teile von Panjiakou, Xifengkou und der angrenzenden Mauern im Wasser.
Der seit etwa 1452 bestehende heutige Name „Gipfel des Glücks“ (喜峰,  Xifeng) entwickelte sich aus dem alten Namen „Ort der glücklichen Wiedervereinigung“, der auf eine Sage über die Wiedervereinigung von Vater und Sohn zurückgehen soll, die lange getrennt gewesen waren.

### Festung
Xifengkou liegt im Tal des Luan He (chinesisch 滦河). Im Westen des Luan He liegt das Tor des Panjiakou-Passes, im Osten der Pass Tienmen (Tienmenguan) und der Mauerdurchgang Dongjiakou. Die Geländehöhe beträgt im Süden ca. 200 m, im Norden bis 1.000 m, das Tal des Luan He bildet eine natürliche Passage durch die bergige Landschaft.
Xifengkou bestand aus zwei Teilen, der Passfestung (Guan Cheng) und einer Zitadelle. Im Südosten des Passes lag das 20 m durchmessende Steinfort des Guan Cheng mit einem West- und einem Südtor. Der Umfang des Forts betrug ca. 1,5 km, die Mauer war an manchen Stellen bis über 8 m hoch.
Durch den Bau des Panjiakou-Stausee sind Teile der Mauern im See versunken, die unter der Wasseroberfläche sichtbar sind. Die umgebende Landschaft und Xifengkou dienen aufgrund der malerischen Szenerie oft als Kulisse in chinesischen Filmen.

### Strategische Bedeutung
Aufgrund der Kreuzung des Luan He mit der Mauer nahm Xifengkou ein strategisch wichtige Position ein. Es lag an einer Schlüsselroute, die mehrere Landschaften miteinander verband: im Osten das Becken von Linhe, im Norden der Westliche Liao-Fluss (Xiliao He), im Osten das mongolische Plateau. Nach Südwesten führte die Straße über Zunhua und den Kreis Jixian nach Peking. Auch heute ist die Route noch eine wichtige Verbindungsstrecke zwischen Süd- und Nordseite des Yan-Gebirges.
Xifengkou ist ein bekanntes altes Schlachtfeld, auf dem immer wieder militärische Konflikte ausgetragen wurden. Von Lulongbao aus marschierten die Han unter Cao Cao gegen Wuhuan aus, und am Ende der Ming-Dynastie geschah bei Panjiakou der Durchbruch der Qing-Soldaten.
Zuletzt wurde hier im Vorfeld des Zweiten Japanisch-Chinesischen Krieges gekämpft. Die japanische Kwantung-Armee rückte im Rahmen ihres Feldzuges gegen Peking am 2. März 1933 gegen Xifengkou vor. Nach erbittertem Widerstand der schlecht ausgerüsteten chinesischen Kräfte wurden am 8. April die chinesischen Stellungen bei Xifengkou aufgegeben. An die Kriegsereignisse erinnert eine Gedenkstätte in der Nähe.